# 一八
一八（いっぱち）は、古典落語に登場する架空の人物。

## キャラクター
江戸・上方を問わずに活躍している幇間の代表的なキャラクターで、登場する際には常に旦那と共に行動をしている。
とにかくとんでもない目に遭うこともしばしばだが、芸人根性があり、懲りることがない。登場する噺の多くでは野幇間である。「鰻の幇間」では「どっかで見たことのある客」を取り巻こうとして、あべこべに遊興費を支払わされる事態に陥っている。

## 主な登場作品
- 『愛宕山』[3]:小判に目がくらんだ結果、千条もある谷に唐傘一本でダイビングする羽目になる。
- 『鰻の幇間』[3]:「何処かで見たことのある客」を取り巻こうとして、あべこべに食事代を払わされた揚句、履物まで持っていかれてしまう。
- 『山号寺号』[3]:若旦那に「どんな物にも『山号・寺号』をつけられたらお小遣いをあげる」といわれ、ない知恵を絞って大奮闘。
- 『たいこ腹』[3]:鍼に凝ったという若旦那に押し切られ、治療の実験台になり世にも悲惨な目にあう。
- 『つるつる』[3]:何年も恋い慕っていた置屋の女中にアタックし、見事恋仲になるものの…？
- 『小いな』[5]::旦那が家に妾を招待する手助けをする。
- 『百年目』[3]:表向きは堅い…とされている遊び人の番頭・冶兵衛に、彼の勤める店の近くで声をかけて怒られてしまう。